# Hønefoss BK
Der Hønefoss BK (Hønefoss Ballklubb kurz: HBK) ist ein Fußballverein aus der norwegischen Kleinstadt Hønefoss in Buskerud. Der Verein trägt seine Heimspiele in der 4.120 Zuschauer fassenden AKA Arena aus. Die Vereinsfarben sind Grün und Schwarz.

## Geschichte
Der am 4. Februar 1895 als IF Liv gegründete Verein wurde im Verlauf seiner Geschichte aufgrund von Fusionen mit Fossekallen IF und Hønefoss AIL mehrfach umbenannt, ehe er 2002 seine heutige Bezeichnung erhielt.
Im Jahr 2007 wurde beschlossen ein neues Stadion zu bauen. Nach zwei Jahren Bauzeit wurde ein Stadion mit einer Zuschauerkapazität von 4.120 Plätzen fertiggestellt, die nach dem Sponsor – einer Baufirma – benannte AKA Arena.
Nach dem Aufstieg 2009 in die Tippeliga, für den Verein die erste Saison überhaupt in der obersten norwegischen Spielklasse, musste Hønefoss in der Saison 2010 direkt wieder absteigen. Als Meister der Adeccoliga in der Saison 2011 gelang der direkte Wiederaufstieg in die Tippeliga.
Nach zwei Jahren stieg der Verein wieder in die 1. divisjon 2014 und weitere zwei Jahre später in die drittklassige PostNord-Liga ab. Nach drei Jahren folgte der weitere Abstieg in die viertklassige Norsk Tipping-Liga.

## Frauenfußball
Im Jahr 2015 wurde eine Abteilung für Frauenfußball gegründet, die in der 4. divisjon kvinner antrat. Nach zwei Jahren, 29 Siegen in Folge und zwei Aufstiegen belegte man in der 2. divisjon kvinner erneut den 1. Platz, scheiterte allerdings in den Play-off-Spielen. Ein Jahr später (2018) gelang dann der Aufstieg in die 1. divisjon fotball for kvinner 2019, Norwegens 2. Liga der Frauen, wo auf Anhieb der 2. Platz gelang. 2024 schafften die Frauen den Aufstieg in die Toppserie.

## Spieler
- Tom Gulbrandsen (1998–2003)
- Frode Grodås (2002–2004)
- Aivar Anniste (2006)
- Aleksandr Dmitrijev (2008–2011)

Weitere Spieler sind in der Kategorie:Fußballspieler (Hønefoss BK) zu finden.

## Trainer
- 198700000 Ole Asbjørn Underdal
- 1987–1988 Per Ulseth
- 1989–1991 Terje Liknes
- 199200000 Kjell Ramberg
- 199300000 Terje Liknes
- 1994–1996 Pål Berg
- 1997–2000 Roy Arild Fossum
- 200100000 Per Brogeland
- 2002–2003 Lars Tjærnås
- 2004–2006 Peter Engelbrektsson
- 200700000 Kjell Sverre Hansen Wold
- 2008–2010 Ole Bjørn Sundgot
- 201000000 Reidar Vågnes, Tom Gulbrandsen
- 2011–2013 Leif Gunnar Smerud
- 2013–2014 Roar Johansen
- 2014–2015 Rune Skarsfjord
- 201600000 René Skovdahl
- 2016–2018 Frode Lafton[5]
- 2019–2022 Luke Torjussen[6][7]
- 202200000 Mika Pulkkinen[8]
- 2023–0000 Gunnar Halle[9]

Weitere Trainer sind in der Kategorie:Fußballtrainer (Hønefoss BK) zu finden.

## Platzierungen
| Saison | Liga            | Platz | sonstiges |
| ------ | --------------- | ----- | --------- |
| 1999   | 1. Division     | 8     |           |
| 2000   | 1. Division     | 7     |           |
| 2001   | 1. Division     | 9     |           |
| 2002   | 1. Division     | 4     |           |
| 2003   | 1. Division     | 5     |           |
| 2004   | 1. Division     | 12    |           |
| 2005   | Adeccoliga      | 4     |           |
| 2006   | Adeccoliga      | 4     |           |
| 2007   | Adeccoliga      | 10    |           |
| 2008   | Adeccoliga      | 5     |           |
| 2009   | Adeccoliga      | 2     |           |
| 2010   | Tippeliga       | 14    |           |
| 2011   | Adeccoliga      | 1     |           |
| 2012   | Tippeliga       | 13    |           |
| 2013   | Tippeliga       | 16    |           |
| 2014   | 1. Division     | 11    |           |
| 2015   | 1. Division     | 16    |           |
| 2016   | PostNord-Liga 2 | 3     |           |
| 2017   | PostNord-Liga 2 | 10    |           |
| 2018   | PostNord-Liga 1 | 13    |           |

| Saison | Liga                 | Platz | sonstiges |
| ------ | -------------------- | ----- | --------- |
| 2019   | Norsk Tipping-Liga 6 | 4     |           |
| 2020   | Norsk Tipping-Liga 2 | – a   |           |
| 2021   | Norsk Tipping-Liga 2 | 4     |           |
| 2022   | Norsk Tipping-Liga 2 | 7     |           |
| 2023   | Norsk Tipping-Liga 2 | 2     |           |
| 2024   | Norsk Tipping-Liga 6 | 1     |           |
| 2025   | PostNord-Liga 2      |       |           |

| Spielklasse |
| ----------- |
| 1.          |
| 2.          |
| 3.          |
| 4.          |
| 5.          |
| 6.          |